# Ammothea tetrapora
Ammothea tetrapora là một loài nhện biển trong họ Ammotheidae. Loài này thuộc chi Ammothea. Ammothea tetrapora được miêu tả khoa học năm 1932 bởi Gordon.